# Lord Worm
Lord Worm, pseudonimo di Dan Greening (Montréal, 1966), è un cantante canadese, ex membro del gruppo brutal death metal Cryptopsy.
Il suo pseudonimo deriva da quando, sul finire degli anni ottanta, praticava alcuni piccoli spettacoli di magia.

## Biografia
Nato da famiglia anglofona a Montréal, entrò a far parte della band nel 1992, ma la lasciò nel 1997 per lavorare come insegnante di lingua inglese per adulti immigrati in Canada. Venne sostituito nel gruppo da Mike DiSalvo. Nel 2003 rientrò a far parte dei Cryptopsy, ma il 23 aprile 2007 la band attraverso un comunicato ne ha annunciato l'abbandono per motivi non noti.
Lord Worm è molto conosciuto per le sue abilità canore (non molto diffuse fra gli altri cantanti del genere); ad esempio, nella canzone "Open Face Surgery" prolunga un urlo per circa 28 secondi. Anche i suoi testi sono molto conosciuti, perché, pur trattando i classici temi del genere, mostrano un ampio utilizzo di un linguaggio forbito, con un creativo uso dei vocaboli ed un particolare talento per le rime.

## Discografia

### Con i Necrosis
- 1989 - Mastication and Heterodontism (demo)
- 1990 - Masticating on Pathogenia (demo)
- 1991 - Realms of Pathogenia
- 1992 - Necrosis (demo)

### Con i Cryptopsy
- 1993 - Ungentle Exhumation (demo)
- 1994 - Blasphemy Made Flesh
- 1996 - None So Vile
- 2005 - Once Was Not